# Rika Fujiwara
Rika Fujiwara (jap. 藤原里華 Fujiwara Rika; ur. 19 września 1981 w Tokio) – japońska tenisistka, klasyfikowana w czołowej piętnastce światowego rankingu gry podwójnej, reprezentantka w Pucharze Federacji.

## Kariera tenisowa
Do grona tenisistek profesjonalnych dołączyła w 1999, przez pierwsze lata występując niemal wyłącznie w rozgrywkach pod auspicjami Międzynarodowej Federacji Tenisowej ITF i jedynie sporadycznie otrzymując zaproszenia („dzikie karty”) do turniejów cyklu WTA Tour – organizowanych w Japonii. W 2000 po raz pierwszy odniosła turniejowe zwycięstwo w ITF Circuit, w deblu; rok później wygrała singlowy turniej w brytyjskim Surbiton.
W 2002 odnosiła sukcesy w grze podwójnej. Brała udział w trzech finałach (w międzynarodowych mistrzostwach Kanady w Montrealu, w turnieju w Szanghaju, wreszcie w Linzu), a także dotarła do wielkoszlemowego półfinału na French Open. We wszystkich tych osiągnięciach partnerowała jej Ai Sugiyama, z którą wystąpiła również w kończących sezon Tour Championships (Masters), gdzie Japonkom udało się wyeliminować najwyżej rozstawioną parę Virginia Ruano-Pascual–Paola Suárez (odpadły w półfinale z Jeleną Diemientjewą i Janette Husárovą). Wyniki te (a także styczniowy ćwierćfinał Australian Open, ale w parze ze Shinobu Asagoe) wywindowały ją w listopadzie 2002 na najwyższe w karierze, 13. miejsce w światowej klasyfikacji deblistek.
W grze pojedynczej najwyżej sklasyfikowana została w sierpniu 2005 – jako nr 84. W tymże roku debiutowała w singlowej rywalizacji wielkoszlemowej, ale wszystkie występy kończyła na I rundzie, w Paryżu odpadając z Magdaleną Maleewą, w Londynie z Marion Bartoli, w Nowym Jorku z Venus Williams. Największy sukces odniosła w marcu 2005 w Indian Wells, kiedy po awansie z eliminacji zdołała pokonać rozstawione Włoszkę Schiavone i Czeszkę Benešovą, by dopiero w 1/8 finału ulec Swietłanie Kuzniecowej. Dalszy awans w rankingu zakłóciły kontuzje, które sprawiły, że w 2006 Fujiwara znalazła się poza pierwszą pięćsetką na świecie. Rok 2007 zakończyła jako 238. tenisistka świata, a w 2008 powróciła do grona dwustu najlepszych tenisistek.
W kwietniu 2012 roku odniosła swoje pierwsze zwycięstwo w deblu. W Kopenhadze w parze z Kimiko Date-Krumm pokonała Sofię Arvidsson i Kaię Kanepi 6:2, 4:6, 10-5.
Od 2001 Fujiwara była regularną reprezentantką Japonii w Pucharze Federacji. Grała jako deblistka w parze z Ai Sugiyamą, Yuką Yoshidą, Saori Obatą, Shinobu Asagoe, Akiko Morigami, Ayumi Moritą. W grze pojedynczej w zespole narodowym jej najcenniejszym sukcesem było zwycięstwo nad Szwedką Sofią Arvidsson (2001).
W 2020 roku poinformowała o zakończeniu kariery zawodowej.

## Historia występów wielkoszlemowych
Legenda
     W, wygrany turniej
     F, przegrana w finale
     SF, przegrana w półfinale
     QF, przegrana w ćwierćfinale
     xR, przegrana w x rundzie
     Qx, przegrana w x rundzie kwalifikacji
     A, brak startu

### Występy w grze pojedynczej
| Australian Open        | A   | A   | A   | A   | Q2  | Q1  | A   | Q2 | 1R  | A   | Q1  | Q1  | Q1  | A   | Q1  | A   | A   | A | A   | A   | A   | 0 / 1 | 0 – 1 |  |  |  |
| French Open            | A   | A   | A   | Q3  | Q3  | A   | Q1  | 1R | A   | A   | Q1  | Q2  | A   | A   | Q1  | A   | A   | A | A   | A   | A   | 0 / 1 | 0 – 1 |  |  |  |
| Wimbledon              | A   | A   | A   | Q1  | Q2  | A   | A   | 1R | A   | A   | 1R  | Q1  | Q1  | A   | A   | A   | A   | A | A   | A   | A   | 0 / 2 | 0 – 2 |  |  |  |
| US Open                | A   | A   | A   | Q3  | Q2  | Q1  | Q3  | 1R | A   | Q1  | Q3  | Q1  | Q1  | Q3  | A   | A   | A   | A | A   | A   | A   | 0 / 1 | 0 – 1 |  |  |  |
|                        |     |     |     |     |     |     |     |    |     |     |     |     |     |     |     |     |     |   |     |     |     |       |       |  |  |  |
| Ranking na koniec roku | 916 | 319 | 246 | 128 | 185 | 215 | 158 | 97 | 545 | 273 | 139 | 237 | 247 | 186 | 306 | 687 | 286 | – | 916 | 536 | 551 | 0 / 5 | 0 – 5 |  |  |  |

### Występy w grze podwójnej
| Australian Open        | A | A   | A   | A   | QF | 1R  | A  | 3R | 1R  | A   | A   | A   | A   | A  | 3R | 1R  | A   | A   | A   | A   | A   | 0 / 6  | 7 – 6   |  |  |  |  |
| French Open            | A | A   | A   | A   | SF | 1R  | 3R | 1R | A   | A   | A   | A   | A   | A  | 1R | A   | A   | A   | A   | A   | A   | 0 / 5  | 6 – 5   |  |  |  |  |
| Wimbledon              | A | A   | A   | A   | 3R | 1R  | 2R | 1R | A   | A   | A   | 1R  | A   | 1R | 1R | A   | A   | A   | A   | A   | A   | 0 / 7  | 3 – 7   |  |  |  |  |
| US Open                | A | A   | A   | A   | A  | 1R  | 1R | 3R | A   | 2R  | 1R  | A   | A   | A  | A  | A   | A   | A   | A   | A   | A   | 0 / 5  | 3 – 5   |  |  |  |  |
|                        |   |     |     |     |    |     |    |    |     |     |     |     |     |    |    |     |     |     |     |     |     |        |         |  |  |  |  |
| Ranking na koniec roku | – | 435 | 242 | 135 | 12 | 128 | 80 | 80 | 220 | 178 | 139 | 124 | 188 | 92 | 75 | 273 | 196 | 428 | 286 | 160 | 125 | 0 / 23 | 19 – 23 |  |  |  |  |

### Występy w grze mieszanej
| Australian Open | A | A | A | A | A  | 1R | A | A | A | A | A | A | A | A | A | A | A | A | A | A | A | 0 / 1 | 0 – 1 |  |  |  |  |
| French Open     | A | A | A | A | A  | A  | A | A | A | A | A | A | A | A | A | A | A | A | A | A | A | 0 / 0 | 0 – 0 |  |  |  |  |
| Wimbledon       | A | A | A | A | 3R | A  | A | A | A | A | A | A | A | A | A | A | A | A | A | A | A | 0 / 1 | 2 – 1 |  |  |  |  |
| US Open         | A | A | A | A | A  | A  | A | A | A | A | A | A | A | A | A | A | A | A | A | A | A | 0 / 0 | 0 – 0 |  |  |  |  |
|                 |   |   |   |   |    |    |   |   |   |   |   |   |   |   |   |   |   |   |   |   |   |       |       |  |  |  |  |
|                 |   |   |   |   |    |    |   |   |   |   |   |   |   |   |   |   |   |   |   |   |   | 0 / 2 | 2 – 2 |  |  |  |  |

## Finały turniejów WTA
| Legenda                     | Legenda |
| --------------------------- | ------- |
| Wielki Szlem                |         |
| Igrzyska olimpijskie        |         |
| WTA Tour Championships      |         |
| 1988 – 2008                 |         |
| Kategoria I                 |         |
| Kategoria II                |         |
| Kategoria III               |         |
| Kategoria IV                |         |
| Kategoria V                 |         |
| 2009 – 2020                 |         |
| WTA Premier Mandatory       |         |
| WTA Premier 5               |         |
| WTA Premier                 |         |
| WTA International Series    |         |
| WTA 125K series (2012–2020) |         |

### Gra podwójna 6 (1–5)
| Końcowy wynik | Nr | Data                 | Turniej      | Nawierzchnia    | Partnerka         | Przeciwniczki                       | Wynik finału   |
| ------------- | -- | -------------------- | ------------ | --------------- | ----------------- | ----------------------------------- | -------------- |
| Finalistka    | 1. | 18 sierpnia 2002     | Montreal     | Twarda          | Ai Sugiyama       | Virginia Ruano Pascual Paola Suárez | 4:6, 6:7(4)    |
| Finalistka    | 2. | 15 września 2002     | Szanghaj     | Twarda          | Ai Sugiyama       | Anna Kurnikowa Janet Lee            | 5:7, 3:6       |
| Finalistka    | 3. | 27 października 2002 | Linz         | Dywanowa (hala) | Ai Sugiyama       | Jelena Dokić Nadieżda Pietrowa      | 3:6, 2:6       |
| Finalistka    | 4. | 17 października 2010 | Osaka        | Twarda          | Shūko Aoyama      | Chang Kai-chen Lilia Osterloh       | 0:6, 3:6       |
| Finalistka    | 5. | 4 marca 2012         | Kuala Lumpur | Twarda          | Chan Hao-ching    | Chang Kai-chen Chuang Chia-jung     | 5:7, 4:6       |
| Zwyciężczyni  | 1. | 15 kwietnia 2012     | Kopenhaga    | Twarda          | Kimiko Date-Krumm | Sofia Arvidsson Kaia Kanepi         | 6:2, 4:6, 10–5 |

## Występy w Turnieju Mistrzyń

### W grze podwójnej
| Rok  | Rezultat | Partnerka   | Przeciwniczki                        | Wynik         |
| 2002 | Półfinał | Ai Sugiyama | Jelena Diemientjewa Janette Husárová | 6:4, 5:7, 4:6 |